# Povl Brøndsted
Povl Brøndsted, född 4 maj 1924 i Flødstrup (Nyborgs kommun), död 20 februari 2011 i Køge, var en dansk lärare och politiker (Venstre). Han var folketingsledamot 1973-1977 och 1979-1990. Han var far till journalisten Troels Brøndsted.
Povl Brøndsted var son till folkhögskoleföreståndaren Sigurd Brøndsted och Karen Rasmussen. Uppväxten präglades av grundtvigianismen. Efter preliminärexamen 1942 utbildade han sig till lärare på Tønder Seminarium och tog examen 1948. Han arbetade sedan som lärare på Rødding højskole (1948-1951) och Viborg gymnastikhøjskole (1951-1959) innan han blev konsult för Andelsudvalget och ledare och initiativtagare till Landbrugets Oplysnings- og Konferencevirksomhed 1963. Det sistnämnda uppdraget hade han till 1978.
Brøndsted engagerade sig tidigt i Venstres Ungdom. Han var ordförande för Herslev-Gevninge kommuns sockenstämma (1966-1970) och därefter ledamot i Lejre kommunfullmäktige (1970-1974), där han var ordförande för skol- och fritidsnämnden. Från 1969 var han även lokal partiordförande för Venstre och ledamot i partistyrelsen. Han invaldes i Folketinget 1973 för Fåborgs valkrets och behöll detta mandat till valet 1977, som innebar en stor valförlust för Venstre. Han återvaldes 1979 och blev ordförande för Folketingets kyrkoutskott, ett uppdrag han innehade i elva år, och suppleant i Europaparlamentet. Därefter var han även Venstres vice gruppordförande (1982-1988) och sekreterare samt Folketingets vice talman (1984-1990). Han råkade i blåsväder 1982 då han ertappades för att ha kört rattfull. Han fick körkortet indraget i tre år.
Brøndsted innehade flera företroendeuppdrag. Han var vice ordförande för Det Danske Teater (1963-1968), styrelseordförande i Andelsbanken i Roskilde (1973-1978) och ordförande för Liberalt Oplysnings Forbund (1981-1985).